# Stylocoronella riedli
Stylocoronella riedli är en nässeldjursart som beskrevs av Luitfried von Salvini-Plawen 1966. Stylocoronella riedli ingår i släktet Stylocoronella och familjen Lucernariidae. Inga underarter finns listade i Catalogue of Life.